# Szuperpozíció (elektronika)
A szuperpozíció tétele: többgenerátoros hálózatban az eredő gerjesztés kiszámítható az egyes generátorok által létrehozott részgerjesztések összegeként. A villamos hálózatanalízisben használt tétel. A szuperpozíció módszere lineáris mennyiségek (feszültség, áramerősség) számítására alkalmazható, lineáris hálózatokban (amelyek forrásokból és lineáris passzív elemekből, így ellenállásokból, kondenzátorokból, tekercsekből, transzformátorokból állnak).
A szuperpozíció elve használható egyen- és váltakozó áramnál is, természetesen váltakozó áramnál figyelembe kell venni az induktív és kapacitív tagokat, és komplex módon kell számolni.

## A módszer alkalmazása
1. Az adott áramkörökben egy generátort meg kell hagyni, a többi generátort helyettesíteni kell. Az áramgenerátorokat szakadással, a feszültséggenerátorokat rövidzárral kell helyettesíteni.
2. Az így készített áramkörökben ki kell számolni a generátorok által létrehozott részfeszültségek, részáramok értékét. Minden generátorral meg kell ismételni.
3. A végeredményt megkapjuk az egyes részeredmények előjeles összegeként. Iránnyal rendelkező mennyiségnél az előző áramkörökben kiszámolt értékek összeadásánál, ha az egyik érték az eredetivel ellentétes irányba mutat, akkor azt kivonni kell belőle. A lineáris mennyiségek így kiszámíthatóak, a nemlineárisakat pedig ezekből meg lehet állapítani.

A  Thévenin-tétel feszültség-generátorral, a Norton-tétel áramgenerátorral teszi lehetővé egy összetett áramkör két pólusának egyszerűsített szimulálását.